# Liste des phares d'Afrique du Sud
Il s'agit d'une liste des phares d'Afrique du Sud. Elle contient les phares actifs ainsi que ceux déclassés mais d'importance historique.
| Nom                         | Lieu                                            | Coordonnées                        | Mise en service | Image |
| --------------------------- | ----------------------------------------------- | ---------------------------------- | --------------- | ----- |
| Phare de Bird Island        | Bird Island                                     | 33° 50′ 29,72″ S, 26° 17′ 13,55″ E | 1852-           |       |
| Phare de Bluff              | Durban, KZN                                     | 29° 52′ 40″ S, 31° 03′ 50″ E       | 1867            |       |
| Phare du cap des Aiguilles  | Cap des Aiguilles (pointe extrême de l'Afrique) | 34° 49′ 45″ S, 20° 00′ 32″ E       | 1848-           |       |
| Phare de Cape Columbine     | Cape Columbine Paternoster                      | 32° 49′ 40″ S, 17° 51′ 20″ E       | 1936-           |       |
| Phare de Cape Hangklip      | Baie False                                      | 34° 23′ 11,4″ S, 18° 49′ 42,3″ E   | 1960-           |       |
| Phare de Cape Hermes        | Port St. Johns                                  | 31° 38′ 06″ S, 29° 33′ 09″ E       | 1903-1904       |       |
| Phare de Cape Infanta       | Cap Infanta (en)                                | 34° 28′ 18,76″ S, 20° 50′ 47,09″ E | 1979-           |       |
| Phare de Cape Morgan        | Morgan's Bay                                    | 32° 42′ 26″ S, 28° 21′ 55″ E       | 1964            |       |
| Phare de Cape Point         | Simon's Bay                                     | 34° 21′ 24″ S, 18° 29′ 49″ E       | 1860 - 1919     |       |
| Phare de Cape Recife        | Baie d'Algoa                                    | 34° 01′ 43,97″ S, 25° 42′ 03,9″ E  | 1851-           |       |
| Phare de Cape Seal          | Plettenberg Bay                                 | 34° 06′ 27,6″ S, 23° 24′ 22,83″ E  | 1950-           |       |
| Phare du cap St. Blaize     | Mossel Bay                                      | 34° 11′ 09,45″ S, 22° 09′ 25,14″ E | 1864-           |       |
| Phare de Cape St. Lucia     | Cap Sainte Lucia                                | 28° 30′ 54″ S, 32° 24′ 00″ E       | 1906-1915       |       |
| Phare de Cape St. Martin    | St Helena Bay                                   | 32° 42′ 53″ S, 17° 55′ 18,53″ E    | 1977-           |       |
| Phare de Cape Vidal         | Cape Vidal Forestry Reserve                     | 28° 08′ 51,98″ S, 32° 33′ 10,77″ E | 1985-           |       |
| Phare de Castle Point       | East London, CC                                 |                                    | 1860-           |       |
| Phare de Cooper Light       | Brighton Beach, Durban                          | 29° 56′ 08″ S, 31° 00′ 18″ E       | 1953-           |       |
| Phare de Danger Point       | Gansbaai                                        | 34° 37′ 48,8″ S, 19° 18′ 10,9″ E   | 1895-           |       |
| Phare de Dassen Island      | Dassen Island                                   | 33° 25′ 54″ S, 18° 05′ 22″ E       | 1893-           |       |
| Phare Deal Light            | Papenkuils river mouth                          | 33° 54′ 56″ S, 25° 36′ 52″ E       | 1973-           |       |
| Phare Doringbaai            | Doringbaai                                      | 31° 49′ 00″ S, 18° 13′ 54″ E       | 1963-           |       |
| Phare Durnford              | Port Durnford Forestry Reserve                  | 28° 54′ 58″ S, 31° 55′ 18″ E       | 1916-           |       |
| Phare Great Fish            | Port Alfred                                     | 33° 31′ 10″ S, 27° 06′ 34″ E       | 1898-           |       |
| Phare Green Point           | Green Point                                     | 33° 54′ 05″ S, 18° 24′ 00″ E       | 1824-           |       |
| Phare Green Point (Umzinto) | Umzinto                                         | 30° 14′ 56,1″ S, 30° 46′ 38,9″ E   | 1905 -          |       |
| Phare Groenriviermond       | Parc national Namaqua                           | 30° 51′ 53″ S, 17° 34′ 49″ E       | 1988-           |       |
| Phare The Hill              | Port Elizabeth                                  |                                    | 1861-           |       |
| Phare Hondeklipbaai         | Hondeklip Bay                                   | 30° 18′ 30,7″ S, 17° 16′ 17,8″ E   | 1936-1956       |       |
| Phare Hood Point            | East London                                     | 33° 02′ 25,96″ S, 27° 53′ 55″ E    | 1895-           |       |
| Phare Ifafa Beach           | Ifafa Beach                                     | 30° 27′ 46,7″ S, 30° 39′ 08,4″ E   | 1980-           |       |
| Phare Jesser Point          | Baie de Sodwana                                 | 27° 32′ 43″ S, 32° 40′ 40″ E       | 1986-           |       |
| Phare M'bashe Point         | Mbhashe                                         | 32° 14′ 27,1″ S, 28° 54′ 54″ E     | 1926-           |       |
| Phare Milnerton             | Milnerton                                       | 33° 52′ 53,47″ S, 18° 29′ 18,52″ E | 1960-           |       |
| Phare Mouille Point         | Mouille Point                                   | 33° 54′ 00″ S, 18° 25′ 19″ E       | 1842-1921       |       |
| Phare North Head            | Baie de Saldagne                                | 33° 03′ 00″ S, 17° 54′ 42″ E       | 1939-1969       |       |
| Phare North Sand            | Port Edward                                     | 31° 03′ 25″ S, 30° 13′ 33″ E       | 1968-           |       |
| Phare Port Nolloth          | Port Nolloth, NC                                | 29° 14′ 58,36″ S, 16° 52′ 08,48″ E | 1909-           |       |
| Phare Port Shepstone        | Umzinkulu River                                 | 30° 44′ 30,1″ S, 30° 27′ 33″ E     | 1895 - ~1905    |       |
| Phare Quoin Point           | Quoin Point                                     | 34° 46′ 49,77″ S, 19° 38′ 24,91″ E | 1955-1990       |       |
| Phare Richards Bay          | Richards Bay                                    | 28° 46′ 30,3″ S, 32° 07′ 41,1″ E   | 1979-           |       |
| Phare Robben Island         | Robben Island                                   | 33° 48′ 52,2″ S, 18° 22′ 29,25″ E  | 1865-           |       |
| Phare de Roman Rock         | Simon's Town                                    | 34° 10′ 54″ S, 18° 27′ 42″ E       | 1845 -          |       |
| Phare Seal Point            | Cape St. Francis                                | 34° 12′ 44,79″ S, 24° 50′ 11,92″ E | 1878-           |       |
| Phare Slangkop              | Kommetjie                                       | 34° 08′ 54,59″ S, 18° 19′ 11,89″ E | 1919-           |       |
| Phare South Head            | Baie de Saldagne                                | 33° 06′ 19,44″ S, 17° 57′ 18,01″ E | 1969-           |       |
| Phare South Sand            | à proximité de la Réserve Mkambati              | 31° 19′ 38,1″ S, 29° 57′ 41,11″ E  | 1931-           |       |
| Phare Tugela                | Tugela                                          | 29° 13′ 19,8″ S, 31° 30′ 15,9″ E   | 1972            |       |
| Phare Umhlanga Rocks        | Durban                                          | 29° 43′ 41,57″ S, 31° 05′ 18,2″ E  | 1954-           |       |
| Phare Ystervarkpunt         | Réserve Gouriqua                                | 34° 23′ 26″ S, 21° 43′ 05″ E       | 1964-           |       |